# FN SCAR
De FN SCAR is een modulair automatisch geweer van de Belgische
wapenproducent FN dat speciaal werd ontwikkeld
voor het United States Special Operations Command (SOCOM). Het wapen wordt zowel door FN Herstal in België als door FNH USA in de Verenigde Staten gemaakt. Er bestaan eveneens civiele, semiautomatische versies. Eind 2004 kwam de SCAR als beste naar voren in de SOCOM-competitie. De USSOCOM heeft dan besloten enkel met de FN SCAR te willen verderwerken en heeft het wapen zeer uitvoerig getest in alle denkbare omstandigheden. Men heeft de prestaties van het wapen onderzocht in onder andere Alaska, onder arctische omstandigheden en in Irak in woestijnomstandigheden. In totaal werden er uiteindelijk meer dan twee miljoen patronen afgevuurd gedurende het testprogramma en werd besloten de FN SCAR als standaardwapen voor de USSOCOM in te voeren.

## Varianten
SCAR staat voor Special Operations Forces Combat Assault Rifle.
De FN SCAR wordt aangeboden in twee kalibers: Light (SCAR-L, Mk 16 Mod 0) en Heavy (SCAR-H, Mk 17 Mod 0) De L-versie gebruikt 5,56×45mm NAVO uit verbeterde M16, STANAG patroonhouders, de H-versie gebruikt 7,62×51mm NAVO uit speciaal ontworpen patroonhouders met een capaciteit van twintig patronen. Er zijn verschillende varianten beschikbaar, met de lengte van de loop afhankelijk van de variant. Hierdoor is hetzelfde modulair wapensysteem bruikbaar zowel voor operaties in bebouwde gebieden waar de confrontatieafstand meestal beperkt is, als in open gebieden met een grotere doelafstand. In video games wordt er ook vaak gebruikgemaakt van dit wapen.
| Variant              | Mk 16 Mod 0 | Mk 17 Mod 0 |
| -------------------- | ----------- | ----------- |
| Close Quarter Combat | 253 mm      | 330 mm      |
| Standard             | 351 mm      | 400 mm      |
| Long Barrel          | 457 mm      | 500 mm      |

## Gebruikers
| Land                  | Organisatie | Model      | Bron              |
| --------------------- | --- | ---------- | ----------------- |
| België                | Directie speciale eenheden Geïntegreerde Politie                                                                             |            | [ 1 ]             |
| België                | Defensie van België | L, H, EGLM | [ 2 ] [ 3 ] [ 1 ] |
| Bosnië en Herzegovina | SIPA | L, L CQC   | [ 4 ]             |
| Brazilië              | Militaire politie van de staat São Paulo                                                                                     | L,H        |                   |
| Chili                 | Chileens korps mariniers | L, H       | [ 5 ]             |
| Cyprus                | Nationale garde - speciale eenheid                                                                                           | L,H (TPR)  | [ 6 ]             |
| Duitsland             | GSG 9 | L          | [ 7 ]             |
| Duitsland             | Mobiles Einsatzkommando (MEK) - Landespolizei                                                                                |            | [ 8 ]             |
| Duitsland             | Spezialeinsatzkommando (SEK) - Landespolizei                                                                                 |            | [ 8 ]             |
| Duitsland             | Politie van de vrijstaat Beieren                                                                                             | L          | [ 8 ]             |
| Frankrijk             | Recherche, d’Assistance, d’Intervention et de Dissuasion (RAID)                                                              |            | [ 9 ]             |
| Frankrijk             | Commandement des Opérations Spéciales (COS)                                                                                  |            | [ 10 ]            |
| Frankrijk             | Compagnie de Commandement et de Transmissions (CCT)                                                                          |            | [ 11 ]            |
| Frankrijk             | Franse landmacht | H PR       |                   |
| India                 | Speciale eenheden | L,H        |                   |
| Japan                 | Speciale eenheid van de Japanse Zelfverdedigingstroepen                                                                      |            | [ 12 ]            |
| Kenia                 | Speciale eenheid van de Keniaanse krijgsmacht                                                                                | H          | [ 13 ]            |
| Litouwen              | Litouwse landmacht | H (PR)     | [ 14 ]            |
| Maleisië              | Speciale eenheid VAT 69 van de koninklijke Maleisische politie                                                               | H          | [ 1 ] [ 15 ]      |
| Maleisië              | Maritieme terrorismebestrijdingseenheid UNGERIN van de koninklijke Maleisische politie                                       | H          | [ 1 ] [ 15 ]      |
| Mauritius             | Politiedienst van Mauritius                                                                                                  | L, H       | [ 16 ]            |
| Mauritius             | Groupe d'intervention de la police Mauricienne (GIPM)                                                                        | L, H       | [ 16 ]            |
| Noorwegen             | Beredskapstroppen Delta - Noorse politie                                                                                     | H          | [ 17 ]            |
| Oekraïne              | Oekraïense landstrijdkrachten - gedoneerd tijdens de Russische invasie van Oekraïne, waarschijnlijk door België in mei 2022. | L          | [ 18 ]            |
| Peru                  | Grupo de Fuerzas Especiales (GRUFE) van de Peruaanse krijgsmacht                                                             | L, H       | [ 19 ]            |
| Peru                  | Peruaans leger | H          | [ 20 ]            |
| Portugal              | Portugees leger | L, H       | [ 21 ]            |
| Servië                | Speciale eenheid "Cobras" - militaire politie van de Servische krijgsmacht                                                   | L, H       | [ 22 ]            |
| Singapore             | Speciale eenheiden van de politie van Singapore                                                                              |            | [ 23 ] [ 24 ]     |
| Spanje                | Speciale eenheid "Grupo Especial de Intervención (GEI)" van de Mossos d'Esquadra (Catalaanse politiemacht)                   | L, H       | [ 25 ]            |
| Turkije               | Turkse landmacht |            | [ 26 ]            |
| Verenigde Staten      | Amerikaanse krijgsmacht, gebruikt door alle takken van USSOCOM                                                               |            | [ 27 ]            |
| Verenigde Staten      | Het "Air and Marine Operations" component van de Amerikaanse grenspolitie                                                    |            | [ 28 ]            |
| Verenigde Staten      | Cambridge Police Department (Massachusetts)                                                                                  | SSR        |                   |
| Verenigde Staten      | Los Angeles Police Department (LAPD) SWAT                                                                                    |            | [ 29 ] [ 30 ]     |
| Zuid-Korea            | 707de Speciale Missie Groupvan het Zuid-Koreaanse leger                                                                      |            | [ 31 ]            |

### Overige gebruikers
- M23-beweging[32]

## Gebruik in Belgische leger
De FN SCAR-L versie is tevens het standaard individuele wapen voor het Belgische Leger waar het de oudere FNC vervangt.

## FN EGLM
In 2004 werd de FN EGLM geïntroduceerd als accessoire op de SCAR.
Het is een 40 mm granaatwerper die onder de loop kan
worden gemonteerd. Het is mogelijk gemaakt om een granaat af te vuren zonder
dat de patroonhouder van de SCAR in de weg zit.